# دریناک
دریناک (به لاتین: Drijenak) یک منطقهٔ مسکونی در مونته‌نگرو است که در شهرداری کولاشین واقع شده‌است. دریناک ۵۲۵ نفر جمعیت دارد.